# Мота, Сальвадор
Сальвадо́р Мо́та Морено (исп. Salvador Mota Moreno; 10 апреля 1922 — 20 февраля 1986) — мексиканский футболист, играл на позиции вратаря. Участник чемпионата мира 1954 года.

## Биография

### Клубная карьера
В течение двух сезонов играл за «Америку» из Мехико. В 1944 году перешёл в «Гвадалахару», за которую играл в течение трёх сезонов. В 1949 году перешёл в «Атланте», за который играл в течение семи сезонов и выиграл два Кубка Мексики и трофей Чемпион чемпионов Мексики. Завершил карьеру в 1956 году.

### Карьера в сборной
В составе сборной Мексики дебютировал 16 июня 1954 года на чемпионате мира 1954 года в матче со сборной Бразилии — Мексика проиграла матч 0:5. Это был его единственный матч за сборную.

### Смерть
Скончался 20 февраля 1986 года в возрасте 63 лет.

## Достижения
«Атланте»
- Обладатель Кубка Мексики (2): 1950/51, 1951/52
- Обладатель трофея Чемпион чемпионов Мексики (1) : 1952